# Nabil Ait Fergane
Nabil Ait Fergane, né le 9 avril 1992 à Kouba, est footballeur algérien qui évolue au poste de milieu offensif au RC Relizane.

## Biographie
Avec le club de la JSM Béjaia, il participe à la Ligue des champions d'Afrique et la Coupe de la confédération. En Ligue des champions, il inscrit un but contre l'Étoile sportive du Sahel en mai 2013, à l'occasion des huitièmes de finale.

## Palmarès
- Vice-champion d'Algérie en 2012 avec la JSM Béjaia.